# Agua Dulce, Veracruz
Agua Dulce là một đô thị thuộc bang Veracruz, México. Năm 2005, dân số của đô thị này là 44322 người.